# Estação Ferroviária de Castelo de Vide
A Estação Ferroviária de Castelo de Vide é uma gare encerrada do Ramal de Cáceres, que servia o concelho de Castelo de Vide, no distrito de Portalegre, em Portugal.

## Descrição

### Localização e acessos
Esta interface encontra-se junto à localidade de Castelo de Vide, junto à Zona Industrial de Castelo de Vide, distando do centro urbano (Praça D. Pedro V) cerca de quatro quilómetros, mormente pela EN246-1.

### Infraestrutura
Em Janeiro de 2011, apresentava duas vias de circulação, ambas com 215 m de comprimento, e uma plataforma, com 95 m de extensão, e 40 cm de altura. O edifício de passageiros situa-se do lado sul-sudeste da via (lado direito do sentido ascendente, para Cáceres).

#### Painéis de azulejo
A estação está decorada com vários painéis de azulejo com pintura hiper-realista, retratando vários aspectos da vivência tradicional, e alguns monumentos da vila, como o quadro "Fonte da Vila", contrastando com molduras rectilíneas de carácter modernista, policromadas e com desenhos de elementos vegetalistas. Os azulejos são da autoria de Jorge Colaço, e foram produzidos pela Fábrica Lusitânia.

## História

### Inauguração
A construção do Ramal de Cáceres iniciou-se em 15 de Julho de 1878, pela Companhia Real dos Caminhos de Ferro Portugueses, tendo o ramal entrado ao serviço em  15 de Outubro do ano seguinte, e inaugurado oficialmente em 6 de Junho de 1880. A abertura desta estação possibilitou um aumento nas relações comerciais com Castelo de Vide, melhorando consideravelmente a situação económica da povoação.

### Século XX
Em 1913, existia uma carreira de diligências entre esta estação e a vila de Castelo de Vide. Nos princípios da década de 1930, as condições de acesso à estação foram muito melhoradas devido à renovação da estrada que a ligava a Póvoa e Meadas e à povoação de Castelo de Vide.

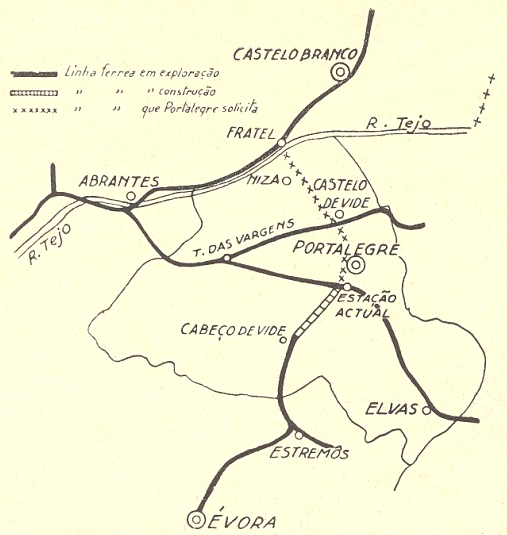
Projecto para o caminho de ferro entre as Estações de Portalegre e Fratel, passando pela cidade de Portalegre e por Castelo de Vide.

### Ligação planeada a a Fratel e Estremoz
Em 1892, foi classificada uma linha de Estremoz, na Linha de Évora, a Vila Velha de Ródão, na Linha da Beira Baixa, por Portalegre e Castelo de Vide. Embora fosse considerada um elemento valioso na rede ferroviária portuguesa por ligar a Linha da Beira Baixa às linhas do Sul e Sueste, as autoridades militares opuseram-se à sua construção, motivo pelo qual foi planeada de via estreita. Este empreendimento foi reavivado nos finais da década, quando se iniciou o planeamento da rede ferroviária complementar ao Sul do Tejo, embora apenas de Estremoz a Castelo de Vide por Portalegre, tendo sido novamente planeada como de via estreita devido às exigências dos militares. No entanto, não foi escolhido para fazer parte do Plano da Rede Complementar ao Sul do Tejo, decretado em 27 de novembro de 1902, tendo sido inserido depois por um decreto de 7 de maio de 1903, mas apenas até Portalegre. O contrato foi assinado em 9 de dezembro de 1903 com o empresário José Pedro de Matos, que cerca de um ano depois apresentou um projecto para a linha, de Estremoz a Castelo de Vide, com um comprimento de 101,7 km. Um decreto de 27 de Junho de 1907 mudou a concessão para via larga e autorizou o futuro prolongamento até à Linha da Beira Alta, com um prazo de construção de três anos.
As obras iniciaram-se a partir de Estremoz, tendo sido construídos alguns quilómetros de infraestrutura até Sousel, mas o concessionário não conseguiu reunir os fundos suficientes para continuar, pelo que pediu uma garantia de juro. Este processo arrastou-se, especialmente devido à queda da monarquia em 1910, e em Dezembro de 1911 faleceu José Pedro de Matos, paralisando temporariamente os trabalhos. Nessa altura, o engenheiro Andigier fez um reconhecimento da zona por ordem de Francisco Mercier, construtor da Linha do Vouga, tendo proposto que a linha seguisse o vale de Escusa entre a cidade de Portalegre e a estação de Castelo de Vide, e que o ponto de bifurcação na Linha da Beira Baixa deveria em Fratel, uma vez que a gare de Ródão não apresentava as condições necessárias para esta função. O concurso foi aberto em 15 de Janeiro de 1914, mas não surgiram concorrentes, uma vez que existia algum receio em fazer investimentos, devido aos sinais da futura guerra mundial. Desta forma, uma lei de 2 de Junho de 1914 autorizou o governo a lançar títulos de dívida para financiar a construção da linha, cujas obras foram reiniciadas. O primeiro lanço da linha, até Sousel, entrou ao serviço em 34 de Agosto de 1925. Em 1927, foi iniciado o processo para a revisão do plano da rede ferroviária, tendo para isso sido formada em 1929 uma comissão técnica, que propôs a continuação da linha já iniciada, fixando o ponto de bifurcação na Linha da Beira Baixa em Fratel. No entanto, os militares voltaram a opor-se ao projecto, pelo que o Plano Geral da Rede Ferroviária, decretado em 28 de março de 1930, apenas classificou a linha até à cidade de Portalegre, eliminando do percurso a passagem pela gare de Castelo de Vide, e a bifurcação em Fratel. O lanço entre Sousel e Cabeço de Vide abriu em 1937, tendo a linha sido concluída até Portalegre em 1949.
Em 1 de setembro de 1939, a Gazeta dos Caminhos de Ferro reportou que a cidade de Portalegre tinha enviado uma comissão ao governo para pedir vários melhoramentos para a região, incluindo a continuação da linha de Cabeço de Vide até Fratel, passando por esta estação, mas o Ministro das Obras Públicas, Duarte Pacheco exprimiu algumas reservas em relação a este pedido, devido à crise que os caminhos de ferro estavam a atravessar naquele período.

### Século XXI
No dia 1 de Fevereiro de 2011, a empresa Comboios de Portugal terminou todos os comboios Regionais no Ramal de Cáceres, ficando esta estação sem quaisquer serviços. No ano seguinte todo o ramal foi removido da rede em exploração pelo regulador, explicitamente indicando o interface de Castelo de Vide.

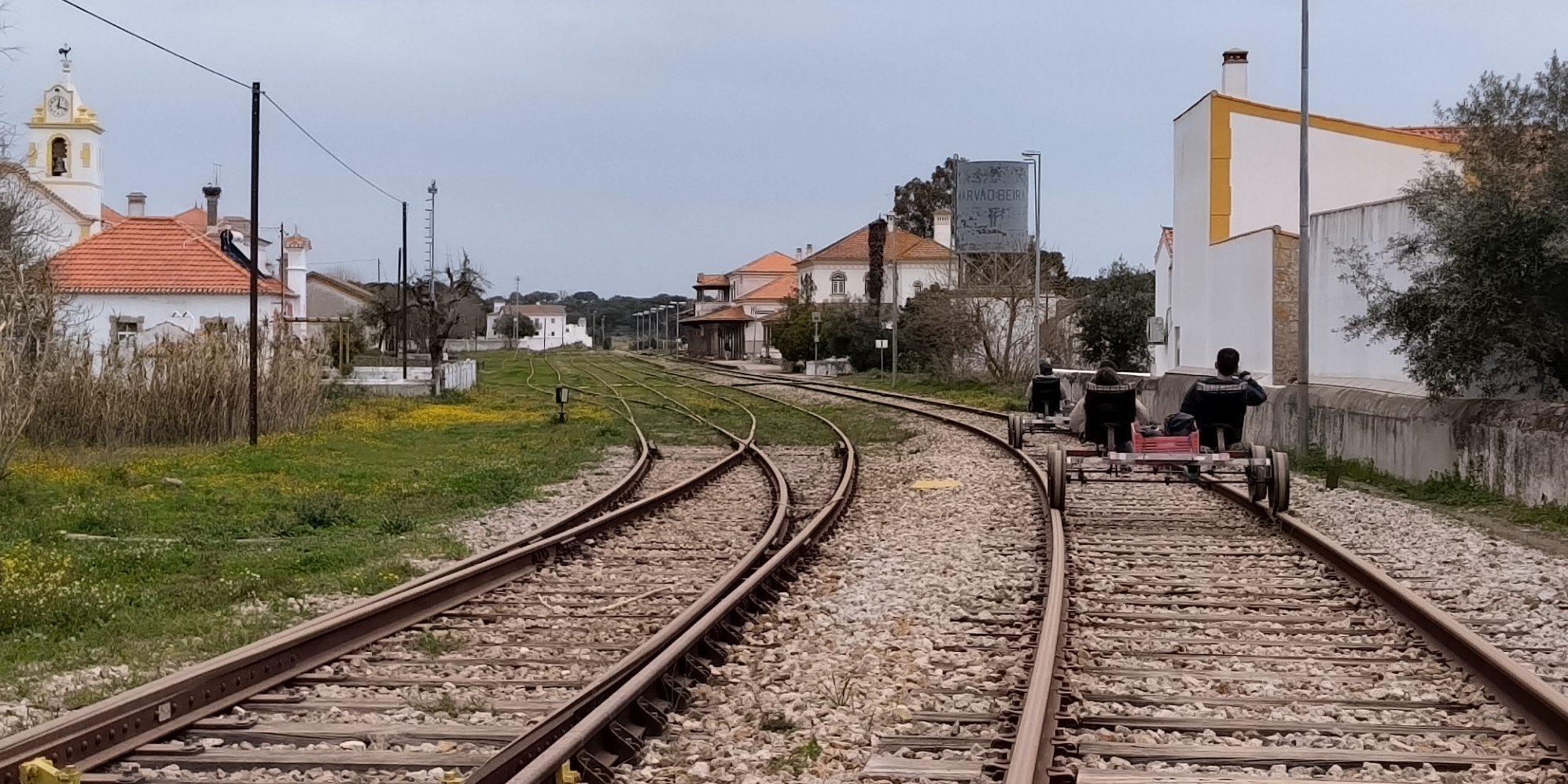
Dois veículos ferroviários a pedais chegando a Marvão-Beirã, em 2022.

Atualmente, parte do Ramal de Cáceres é utilizada para fins turísticos com um serviço de rail bike entre esta estação e Marvão-Beirã.